# 麗蓮·海爾曼
麗蓮·海爾曼（Lillian Florence Hellman，1905年6月20日—1984年6月30日），美國女劇作家。生於美國紐奧良。主要作品有《雙姝怨》、《小狐狸》等。她於1984年6月30日在馬薩諸塞州橡树崖镇去世。